# Лиценца
Лиценца се односи на дозволу као и на документ на који се та дозвола односи.
Лиценцу може издати једна страна (издавач лиценце), другој страни, у оквиру договора између те две стране. Дефиниција, укратко, подразумева дозволу коришћења неког лиценцираног материјала од стране лица које узима лиценцу. Лиценца може подразумевати и дозволу за рад.
У посебном случају лиценцу може издати власт, да би се дозволила нека активност која би у супротном била забрањена. Лиценцирање може захтевати новчану надокнаду или доказивање способности. Такође, може захтевати и обавештавање власти о активностима.
Приликом издавања лиценце се потписује Уговор о лиценци у коме се дефинише предмет Уговора, обим пренетих права, трајање Уговора, обавезе које проистичу из Уговора.

## Лиценца као дозвола за рад
За многе професије и делатности је потребно добити лиценцу (дозволу) за обављање исте. Неколико примера су:

### Лекари
Уколико лекар стиче права односно испуњава услове за издавање Лиценце на основу Закона о здравственој заштити и Правилника о упису и вођењу Именика чланова Лекарске коморе Србије, директор Коморе на основу коначног решења регионалне коморе о упису у Именик Коморе и о постојању услова за издавање лиценце, доноси решење о издавању лиценце. Лиценца се издаје за период од 7 година, а обнавља се према Правилнику о издавању, продужавању и одузимању лиценци и Закону о здравственој заштити.

### Адвокати
Током 2009. године покренута је тема везана за лиценцирање адвоката чиме би се спречило уписивање правника који су се огрешили о професију у адвокатуру.
„Морамо данас да се изборимо да у адвокатуру не могу да се уписују они људи који су се огрешили о своју професију, морамо да водимо рачуна о томе да сви адвокати имају лиценцу. Недопустиво је да човек који је јуче уписан у регистар адвоката већ сутрадан брани пред Врховним судом и то за дела за која је запрећена казна и до 40 година затвора. Неопходно је да организујемо секцију младих адвоката, Удружење адвокатских приправника, морамо да организујемо обавезну едукацију која се неће спроводити ад хоц већ у оквиру адвокатске школе коју ће Адвокатска комора основати. Професори у тој школи биће професори универзитета али и најистакнутији адвокати и судије. То морамо да урадимо због подизања компетентности адвокатуре и заштите јавног интереса.”— Драгољуб Ђорђевић, председник Адвокатске коморе Србије, 

### Архитекте
Као и у многим развијенијим земљама, и у Србији је за неке послове пејзажне архитектуре неопходно поседовање лиценце. Пејзажни архитекти у Србији имају право на лиценце одговорног планера, одговорног урбанисте, одговорног пројектанта и одговорног извођача радова. У дефинисању услова за лиценце значајну улогу може имати професионално удружење. Питање лиценци у Србији је регулисано Законом о планирању и грађењу. Овим Законом је предвиђено постојање Инжењерске коморе која окупља инжењере разних струка који испуне услове за добијање лиценци.

## Интелектуална својина
Интелектуална својина подстиче људско стваралаштво, померајући границе науке и технологије и обогаћујући свет књижевности и уметности.
Лиценцор може одобрити лиценцу према одговарајућим законима како би одобрио употребу неког дела, кориснику лиценце. Лиценца може бити ограничена временски, а може бити ограничена на неку територију.
Предмет заштите права интелектуалне својине су духовне творевина и право творца односно аутора на резултате свог интелектуалног стваралаштва.
Сам појам интелектуалне својине означава посебна, специфична, права која имају аутори, проналазачи и остали носиоци права интелектуалне својине. Интелектуална својина није конкретно, материјално власништво над неким предметом, већ право односно скуп овлашћења које правни поредак земље признаје носиоцу права интелектуалне својине.
Израз Intellectual property први пут се спомиње у сачуваној пресуди Окружног суда америчке савезне државе Масачусетс из 1845. године. Пресуда се сматра првим писаним извором, који садржи термин интелектуалне својине. У правној теорији и литератури Француске, годину дана касније, односно 1846. године израз propriété intellectuelle, први пут је употребио Алфред Нион у свом делу Droits civils des auteurs, artistes et inventeurs (Грађанска права аутора, уметника и проналазача), што представља индицију да је овај израз био у употреби и раније.
Израз „интелектуална својина“ је дефинисан седамдесетих година прошлог века, од тренутка ступања на снагу Конвенције о установљењу Светске организације за интелектуалну својину. У члану два те конвенције дата је дефиниција интелектуалне својине:
Израз “интелектуална својина” означава права која се односе на:
- књижевна, уметничка и научна дела,
- интерпретације уметника и интерпретатора и извођења уметника извођача, фонограме и радио-емисије,
- проналаске у свим областима људске активности,
- научна открића,
- индустријске узорке и моделе,
- фабричке, трговачке и услужне жигове, као и трговачка имена и трговачке називе,
- заштиту од нелојалне утакмице и сва друга права везана за интелектуалну активност у индустријској, научној, књижевној и уметничкој области.

Интелектуална својина се дели у две категорије: 
- индустријска својина, која подразумева проналаске (патенте), жигове, индустријски дизајн, географске ознаке и ознаке порекла, топографију интегрисаних кола
- и ауторско право и сродна права које обухвата дела књижевности, науке и уметности. Сродна права односе се на права и састав правне заштите уметничког изражаја, те заштите организацијских, пословних и финансијских улагања у извођење, производњу, дистрибуцију и радиодифузију ауторских дела.

## Масовне лиценце за софтвер
Масовно дистрибуирани софтвер користе појединци на персоналним рачунарима под лиценцом од стране издавача тог софтвера. Оваква лиценца је углавном прикључена широј лиценци ЕУЛА (end-user licence agreement). Лиценца је повезана са јединственим кодом који одобрава кориснику приступ предметном софтверу.
Под одговарајућом лиценцом, корисник може инсталирати софтвер на ограниченом броју рачунара.
Осим ових лиценци, постоје и лиценце за слободни софтвер од којих је најпознатија лиценца ГНУ ГПЛ (GNU General Public Licence) коју користи језгро Линукса. То је јака копилефт лиценца што значи да се захтева да изведена дела буду доступна под истим условима као и оригинални софтвер. За разлику од ГПЛ лиценце постоје попустљиве лиценце за слободни софтвер чији је представник БСД (Беркелеy Софтњаре Дистрибутион) лиценца која дозвољава комерцијалну употребу софтвера издатог под њом и чак дозвољава издавање власничког софтвера који је заснован софтверу издатом под БСД лиценцом.

## Лиценцирање бренда и тржишне марке
Лиценцор може лиценцом одобрити дистрибутеру да дистрибуира производ под именом тржишне марке или бренда и у тој ситуацији дистрибутеру не прети опасност од лиценцора.

## Лиценцирање уметности и ликова
Лиценцор може издати дозволу за копирање и дистрибуцију уметничких дела (слике, скулптуре...) и ликова (филмски, цртани ликови...). Ималац овакве лиценце не мора да страхује од тврдњи о кршењу ауторских права.

## Лиценце за емитовање
Лиценца за емитовање је лиценца којом се дозвољава коришћење дела радио-фреквентног спектра у одређеном географском подручју, у сврху емитовања сигнала. Иако се лиценца издаје понуђачима, куповина лиценце не подразумева власништво над тим делом спектра. Лиценцирање изводи владина агенција или у случају Србије, Републичка радиодифузна агенција. За емитовање програма путем земаљског, кабловског или сателитског преноса, Агенција издаје дозволу по поступку и према критеријумима утврђеним Законом о радиодифузији.
Емитовање програма путем глобалне информатичке мреже односно Интернет њебцастинг, не подлеже обавези прибављања дозволе, али се одредбе Закона о радиодифузији примењују на садржај програма.

## Лиценцирање музике
Лиценцирање музике обезбеђује да аутори музичких дела буду плаћени за свој рад. Купац снимљене музике поседује медијум на коме се музика налази, али не и саму музику. Такође, купац има ограничена права на коришћење и репродукцију музике. Радио-станице плаћају права на емитовање музике агенцијама као што је СОКОЈ.